# Montfleury
Montfleury, pseudonimo di Zacharie Jacob (circa 1602 – Parigi, 1667), è stato un attore teatrale e drammaturgo francese.

## Biografia

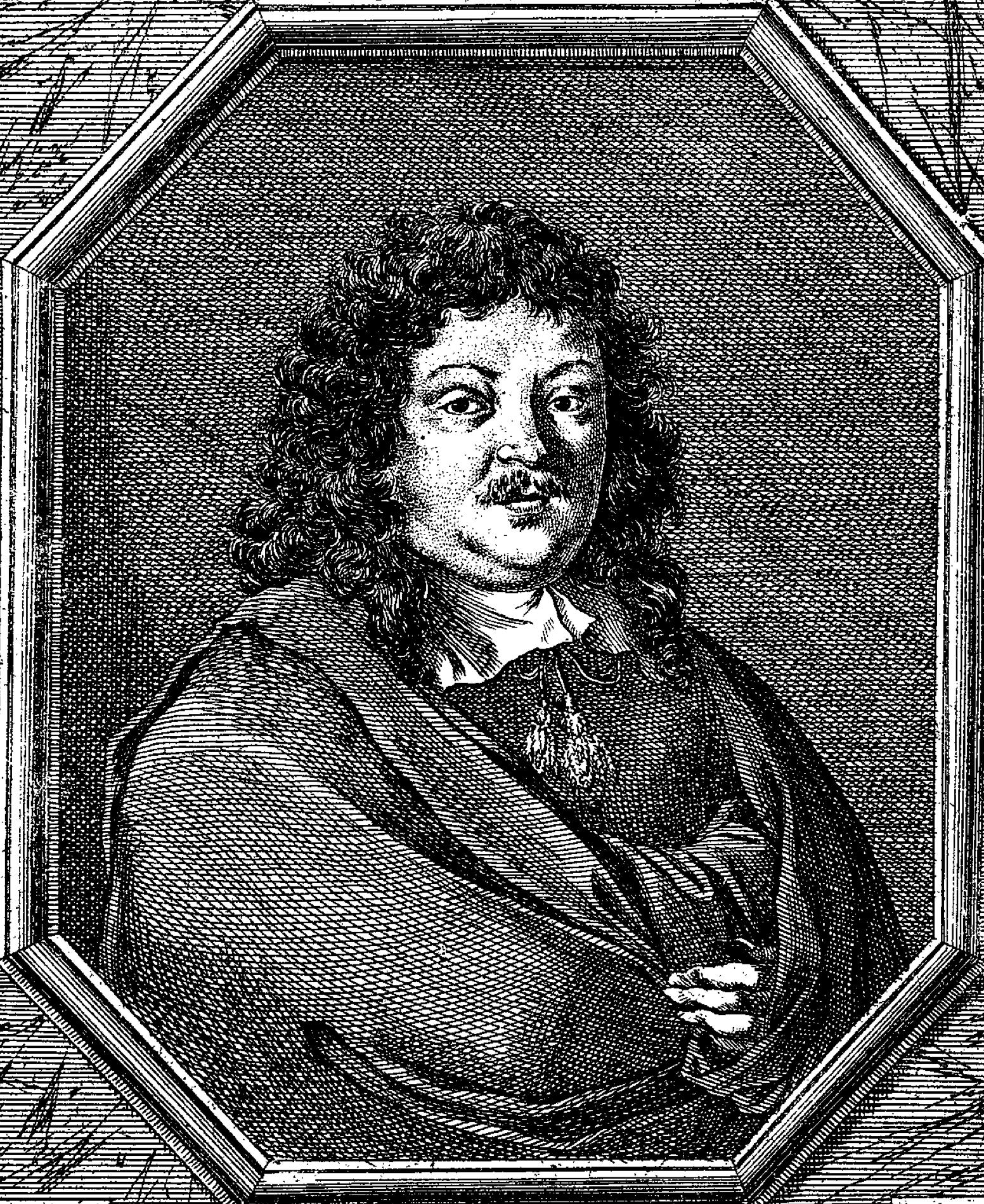
Montfleury

Dal 1620 Montfleury recitò, per oltre trent'anni, nella compagnia dell'Hôtel de Bourgogne, ottenendo, nonostante il suo aspetto fisico particolare a causa dell'obesità e una recitazione declamatoria, successo come attore tragico, grazie al vigore nella voce e per l'inesauribile fiato.
Avversario di Molière, contribuì alla querelle tra l'Hôtel de Bourgogne e la compagnia del Palais-Royal, guidata dal grande commediografo. Inoltre Montfleury accusò Moliére di aver sposato una propria figlia e polemizzò anche con Savinien Cyrano de Bergerac, che lo allontanò dal palcoscenico durante uno spettacolo.
Nel 1647, scrisse la tragedia La Mort d'Asdrubal, una delle sue opere principali.
Sposò un'attrice, Jeanne de La Chalpe (1614-1683) : dal matrimonio nacquero 4 figli, tra cui Antoine Jacob (1639-1685), che fu avvocato e anche drammaturgo, scrivendo commedie per la compagnia del padre, ispirate a quelle di Moliére, poi tragedie per i più importanti teatri parigini, tra cui Trasibule (1663), che ha qualche somiglianza con l'Amleto di William Shakespeare, anche se è difficile che Antoine Jacob conoscesse l'opera del grande drammaturgo inglese, e sembra ormai sicuro che si sia invece ispirato alle cronache di Saxo Grammaticus.. Ma fu soprattutto nella commedia d'intrigo che Antoine Jacob evidenziò tutte le sue qualità e una buona tecnica, scrivendo una Réponse à l'Impromptu de Versailles, per criticare la compagnia di Moliére.
Il suo capolavoro è forse Le comédien poète (1673, in collaborazione con Thomas Corneille).

## Interpretazioni
- La Mort d'Asdrubal, 1647;
- Nicomede (Nicomède) di Pierre Corneille, 1658;
- Sophonisbe, de Pierre Corneille, 1663;
- Alexandre le Grand, di Jean Racine, 1665;
- Ballet des muses, d'Isaac de Benserade, musica di Jean-Baptiste Lully, 1666
- Antiochus, di Thomas Corneille, 1666;
- Andromaca (Andromaque), di Jean Racine, 1667.